# Arthur Verocai (álbum)
Arthur Verocai es el álbum debut por el compositor brasileño Arthur Verocai, publicado por Continental Records en 1972. El álbum acabó siendo un fracaso en ventas y fue olvidado por la crítica especializada de la época. Tal fiasco hizo que Arthur se replanteara su carrera como cantante solista, migrando al área de la composición, los arreglos y la producción musical en las próximas décadas.

## Antecedentes
En el momento del lanzamiento, Verocai había estado produciendo álbumes para músicos como Elis Regina, Jorge Ben e Ivan Lins. En el momento de la grabación, Verocai a menudo escuchaba a músicos estadounidenses de funk y soul que influyeron mucho en el sonido del álbum; algunos de estos artistas incluyeron a Frank Zappa, Miles Davis, Stan Kenton y Wes Montgomery.

## Recepción de la crítica
Jason Ankeny, escribiendo para AllMusic, le otorgó una calificación de 4 estrellas y media y describió al álbum como “una fusión entre la tropicália brasileña con el funk estadounidense, produciendo un mosaico de sonido brillante y onírico que celebra y promueve el espíritu creativo”. El sitio web NPR catalogó al álbum como “legendario”.

### Legado
- El álbum permaneció relativamente desconocido durante tres décadas, resurgiendo a mediados de la década de 2000 debido a los actos de hip-hop que utilizaron varias canciones del álbum. El rapero y productor MF DOOM utilizó la canción «Na Boca Do Sol» en «Orris Root Powder» en 2005.[8] «Caboclo» fue utilizada por el grupo de hip-hop Little Brother en la canción «We Got Now» de su álbum de 2005, The Minstrel Show.[9]
- El músico estadounidense Thundercat lo nombró entre los álbumes que lo inspiraron.[10]
- El productor de hip-hop Madlib considera que el álbum está entre sus favoritos, afirmando que “podría escuchar este álbum todos los días por el resto de mi vida”.[2]
- Décadas después de su lanzamiento, una copia original del álbum fue vendida por $2,000.[11]

## Lista de canciones
Todas las canciones escritas y compuestas por Vítor Martins, excepto donde esta anotado. 
| Lado uno |                  |                  |          |  |
| N.º      | Título           | Escritor(es)     | Duración |  |
| 1.       | «Caboclo»        |                  | 2:54     |  |
| 2.       | «Pelas Sombras»  |                  | 2:17     |  |
| 3.       | «Sylvia»         | Arthur Verocai   | 3:03     |  |
| 4.       | «Presente Grego» |                  | 2:32     |  |
| 5.       | «Dedicada A Ela» | Paulinho Tapajós | 3:33     |  |

| Lado dos |                              |          |  |
| N.º      | Título                       | Duración |  |
| 1.       | «Seriado»                    | 1:48     |  |
| 2.       | «Na Boca Do Sol»             | 2:59     |  |
| 3.       | «Velho Parente»              | 2:19     |  |
| 4.       | «O Mapa»                     | 2:42     |  |
| 5.       | «Karina (Domingo No Grajaú)» | 5:15     |  |

## Créditos
Créditos adaptados desde las notas del álbum.
- Arthur Verocai – voz principal, guitarra
- Oberdan Magalhães – saxofón alto, flauta
- Hélio Delmiro – guitarra
- Luiz Alves – bajo eléctrico
- Pascoal Meirelles – batería
- Robertinho Silva – batería, percusión
- Pedro Sorongo – percusión
- Paulinho Trompete – trompeta
- Aloisio Milanez – piano (4)
- Paulo Moura – saxofón soprano (9)
- Nivaldo Ornelas – saxofón tenor (10)
- Edson Maciel – trombón (10)
- Célia – voz principal (6)
- Carlos Dafé – voces adicionales (1, 5, 7, 9)
- Gilda Horta – voces adicionales (4, 8)
- Luiz Carlos Batera – voces adicionales (1, 2, 5, 7, 9)
- Paulinho da Costa – voces adicionales (1, 5, 7, 9)
- Toninho Café – voces adicionales (4, 8)
- Toninho Horta – voces adicionales (4, 8)